# Windsbach
Windsbach är en stad i Landkreis Ansbach i Regierungsbezirk Mittelfranken i förbundslandet Bayern i Tyskland.